# Transformers: Rise of the Beasts
Série Transformers
Bumblebee
(2018)
Pour plus de détails, voir Fiche technique et Distribution.
Transformers: Rise of the Beasts ou Transformers : Le Réveil des Bêtes au Québec est un film américain réalisé par Steven Caple Jr. et sorti en 2023. Il s'agit du 8e film de la saga Transformers, basée sur les jouets du même nom, et de la suite de Bumblebee (2018). Il est également le premier d'une nouvelle trilogie produite par Paramount Pictures. Le film s'inspire particulièrement de la série d'animation Animutants (Beast Wars: Transformers) et aussi du film d'animation de 1986.
En 1994, alors que les Autobots viennent d'arriver, Optimus Prime s'acclimate à la Terre. Une archéologue et un ancien militaire vont découvrir les traces d'une guerre entre deux anciennes factions de Transformers, les Maximals et les Terrorcons. Optimus Prime devra faire face à ces nouveaux ennemis que sont les Terrorcons, et leur redoutable chef Scourge,. Les Autobots et les Maximals feront face à une menace encore plus grande : Unicron, une planète métallique géante qui s'apprête à dévorer la Terre.

## Synopsis
Le monde natal des Maximals, une race avancée de Cybertroniens se changeant en animaux géants, est attaqué par Unicron, le dieu mangeur de planètes. Ses hérauts, les Terrorcons, dirigée par Scourge, cherchent à obtenir pour leur maître la plus grande technologie des Maximals, la clé de TransDistortion, qui peut ouvrir des portails à travers l'espace et le temps. Le chef Maximal Apelinq se sacrifie pour permettre aux autres Maximals de s'échapper de la planète avant qu'Unicron ne la dévore. Désormais sous le commandement d'Optimus Primal, les Maximals utilisent la clé pour fuir vers la Terre.
En 1994 à Brooklyn, Noah Diaz, ancien expert en électronique dans l'armée, a du mal à trouver un emploi pour subvenir aux besoins de sa famille, notamment les soins médicaux de son petit-frère qui souffre d'une drépanocytose. Noah se laisse alors convaincre par son ami Reek de voler une Porsche 911 Carrera RS 3.8 sur le point d'être vendue. Parallèlement, Elena Wallace, stagiaire au musée d'Ellis Island, étudie une ancienne statue de faucon portant un symbole inconnu. Elle la brise accidentellement ce qui révèle la moitié de la clé de TransDistortion. Cette dernière libère une impulsion d'énergie qui est détectée par Optimus Prime, qui contacte les autres Autobots. Pendant ce temps, Noah parvient, avec difficulté, à entrer dans la Porsche qui reçoit à ce moment-là le message d'Optimus, révélant qu'il s'agit de l'Autobot Mirage. Après une course-poursuite avec la police, Mirage révèle sa vraie nature à Noah et est rejoint pas les autres Autobots, dont Optimus mécontent d'apprendre qu'un humain a découvert leur existence. Arcee révèle que l'impulsion énergétique vient de la clé de TransDistortion. Optimus, y voyant une chance de retourner sur Cybertron, leur monde natal, décide de récupérer la clé. Mirage propose d'enrôler Noah dans la mission des robots, estimant qu'il sera plus discret qu'eux. Malgré sa méfiance des humains, Optimus accepte.
Attirés par la signature de la clé, les Terrorcons, Scourge, Battletrap et Nightbird, arrivent sur Terre. Elena se retrouve en plein milieu du conflit lorsque les serviteurs d'Unicron attaquent les Autobots à l'extérieur du musée. Scourge désactive Bumblebee et vole la moitié de la clé avant que la Maximal Airazor n'arrive et ne le chasse. Airazor explique aux Autobots que les Maximals se cachent sur Terre depuis des milliers d'années et ont divisé la clé de TransDistortion en deux pour la garder hors des mains d'Unicron. Malgré le danger, Optimus Prime insiste pour que la clé soit réassemblée afin que les Autobots puissent l'utiliser pour rentrer chez eux, tandis que Noah complote secrètement pour détruire la clé et protéger la Terre.
Les connaissances d'Elena lui permettent de déduire que l'autre moitié de la clé doit être située dans un temple caché au Pérou. Tout le groupe s'y rend à bord de l'avion cargo Autobot, Stratosphere. Sur place, ils retrouvent l'Autobot Wheeljack, qui les conduit au temple, mais découvre bientôt que l'autre moitié de la clé n'est plus là. Les Terrorcons attaquent à nouveau les Autobots et Scourge parvient à toucher Airazor avec un petit drône qui la corrompt petit à petit. Par la suite, les Autobots rencontrent Optimus Primal et les autres Maximals. Ces derniers expliquent qu'ils ont déplacé la seconde moitié de la clé, la confiant à une tribu humaine avec laquelle ils ont travaillé au cours des millénaires. Le lendemain, la corruption de Scourge dépasse Airazor, la rendant agressive et attaque  Elena. Dans le chaos, Noah tente de détruire la seconde moitié de la clé, mais Optimus le convainc de ne pas le faire. Il est à la place volé par Airazor qui la donne Scourge. Forcé d'affronter son amie qu'il venait à peine de retrouver, Primal se résout à tuer Airazor, à sa demande, pour respecter leur promesse de protéger la vie, qu'elle qu'en soit le prix. Pendant ce temps, Scourge rassemble les deux moitiés de la clé de TransDistortion au sommet d'un volcan, érigeant un pont spatial qui ouvre un portail au-dessus de la Terre par lequel Unicron arrivera bientôt.
Voyant où leurs motivations égoïstes les ont menés, Optimus Prime et Noah acceptent de travailler ensemble pour vaincre les serviteurs d'Unicron. Pendant que les Autobots et les Maximals combattent les Terrorcons, Noah et Elena se faufilent dans les conduits pour atteindre les commandes de la clé de TransDistortion, prévoyant de la désactiver avec un code d'accès qu'Elena a découvert. Dans la bataille, Mirage est sévèrement blessé par Scourge, mais utilise ses dernières force pour transformer son corps endommagé en une exo-combinaison motorisée pour Noah afin qu'ils puissent se battre ensemble. L'impulsion d'énergie libérée par la clé active un dépôt d'Energon dormant sous la vallée où Bumblebee était gardé, qui imprègne son corps désactivé d'Energon et lui redonne vie. Il rejoint alors ses compagnons avec l'aide de Stratosphere et renverse le cours de la bataille. Optimus Prime parvient à tuer Scourge, mais pas avant que ce dernier n'endommage la console de contrôle pour l'empêcher d'être arrêté. Prêt à se sacrifier, Prime détruit la clé et provoque l'effondrement du portail, mais est sauvé in extremis du vortex par Noah et Primal.
Au lendemain du conflit, Primal dit aux Autobots que bien qu'Unicron soit coincé, ils n'ont fait que retarder son arrivée, Optimus, désormais sans moyen de retourner à Cybertron, répond qu'ils seront là quand de nouvelles menaces surgiront, proclamant la Terre comme leur nouvelle maison et jure de continuer à la protéger avec les Maximals. Elena reçoit une reconnaissance pour avoir découvert le temple au Pérou tandis que Noah assiste à un entretien pour un emploi d'agent de sécurité. Son interlocuteur lui révèle qu'il le connait très bien, ce qu'il a fait au Pérou et l'identité de ses amis. Il lui propose de rejoindre sa mystérieuse organisation gouvernementale en échange de quoi les soins de son petit frère seront pris en charge. Devant l'hésitation de Noah, l'homme lui propose de réfléchir et lui remet une carte de visite révélant le nom de l'organisation : G.I. Joe.
Plus tard, Noah parvient à réparer Mirage à l'aide de pièces détachées de Porsche provenant de Reek, qui apprend que la voiture est un Transformer.

## Fiche technique
Sauf indication contraire, les informations mentionnées dans cette section peuvent être confirmées par la base de données cinématographiques IMDb,  présente dans la section « Liens externes ».
- Titre original et français : Transformers: Rise of the Beasts
- Titre québécois : Transformers : Le Réveil des Bêtes
- Réalisation : Steven Caple Jr.
- Scénario : Darnell Metayer et Josh Peters, d'après une histoire de Joby Harold, d'après Animutants de Larry DiTillio et Bob Forward
- Décors : Patrick Tatopoulos
- Production : Michael Bay, Tom DeSanto, Lorenzo di Bonaventura, Duncan Henderson, Don Murphy et Mark Vahradian

Producteurs délégués : Valerii An, David Ellison, Bradley J. Fischer, Dana Goldberg, Brian Goldner, Don Granger et Brian Oliver, Steven Spielberg
- Sociétés de production : Paramount Pictures, Entertainment One, Di Bonaventura Pictures, Skydance Media, Hasbro et Bay Films
- Société de distribution : Paramount Pictures
- Budget : 200 millions de $
- Pays d'origine :  États-Unis
- Langue originale : anglais
- Format : couleur - son Dolby Atmos et Dolby Digital
- Genre : Science-fiction et action
- Durée : 127 minutes
- Dates de sortie[4] :
  - France : 7 juin 2023
  - États-Unis : 9 juin 2023

## Distribution

### Humains
- Anthony Ramos (VF : Jhos Lican ; VQ : Xavier Dolan) : Noah Diaz
- Dominique Fishback (VF : Corinne Wellong ; VQ : Marie-Evelyne Lessard) : Elena Wallace
- Lauren Vélez (VF : Ethel Houbiers) : Breanna Diaz, la mère de Noah et Kris
- Dean Scott Vazquez (VF : Esteban Hernandez Sanchez ; VQ : Oscar Vaillancourt) : Kris Diaz
- Tobe Nwigwe (VF : Mike Fédée) : Reek
- Sarah Stiles (VF : Patricia Legrand) : Jillian
- Leni Parker : Mme Greene
- Michael Kelly (VF : Marc Fayet) : agent Burke, le recruteur des G.I. Joe[5]

### Transformers (voix)
- Peter Cullen (VF : Patrick Messe ; VQ : Guy Nadon) : Optimus Prime
- Peter Dinklage (VF : Jérémie Covillault ; VQ : Thiéry Dubé) : Scourge
- Pete Davidson (VF : Yvick Letexier ; VQ : Louis-Philippe Berthiaume) : Mirage
- Ron Perlman (VF : Michel Vigné ; VQ : Patrick Chouinard) : Optimus Primal
- Michelle Yeoh (VF : Dorothée ; VQ : Nathalie Coupal) : Airazor
- Liza Koshy (VF : Ophélie Winter) : Arcee
- David Sobolov (VF : Gilduin Tissier et Féodor Atkine) : Battletrap et Apelinq
- Michaela Jaé Rodriguez (VF : Maëva Trioux) : Nightbird
- Cristo Fernández (en) (VF : Benjamin Pascal) : Wheeljack
- Tongayi Chirisa (en) (VF : Sylvain Agaësse) : Cheetor
- John DiMaggio (VF : Mathieu Buscatto) : Stratosphere
- Colman Domingo (VF : Frédéric Souterelle) : Unicron

 Source et légende : version française (VF) sur RS Doublage et version québécoise (VQ) sur Doublage QC selon les cartons du générique de fin.

## Production

### Genèse et développement
En janvier 2020, Paramount aurait travaillé sur deux films Transformers différents, l'un écrit par James Vanderbilt et l'autre écrit par Joby Harold. Le 16 novembre 2020, Steven Caple Jr. est embauché pour réaliser le film, basé sur le scénario de Harold. Le script s'inscrit dans la suite de Bumblebee et se veut un reboot par rapport aux volets réalisés par Michael Bay. Le 17 janvier 2021, Patrick Tatopoulos est choisi comme concepteur de production. Il est ensuite révélé que Darnell Metayer et Josh Peters ont réécrit le script de Joby Harold.
Le titre du film, Transformers: Rise of the Beasts, est dévoilé en juin 2021.
L'affiche officielle du film a été montrée le 26 avril 2023 en même temps que la seconde bande-annonce.

### Attribution des rôles
En avril 2021, Anthony Ramos est choisi pour jouer dans le film. Il est ensuite rejoint par Dominique Fishback. En juin 2021, l'actrice Lauren Velez révèle sa présence.
Le 12 octobre 2022, le réalisateur annonce sur son compte Instagram Michelle Yeoh dans le rôle d'Airazor et Pete Davidson dans le rôle de Mirage.
Peu après la sortie de la première bande-annonce, de nouveaux acteurs sont révélés dans le rôle de certains Transformers, notamment Peter Dinklage, dans le rôle de Scourge, l'antagoniste principal.

### Tournage
Le tournage débute le 7 juin 2021 à Los Angeles, en Californie.
Le tournage a également lieu dans le centre-ville de Montréal (Québec, Canada) de juillet 2021 à septembre 2021. Le « Crew Collective Café » sert de lieu de tournage. Les locaux des Studios MELS et de MTL Grandé sert également de lieu de tournage. La Presse rapporte, le 3 août, que « trois quartiers compris entre les rues McGill et Saint-Pierre, ainsi que Notre-Dame et Saint-Jacques, étaient barrés ».

### Musique
La musique du film est composée par Jongnic Bontemps (en). Dans le film, on peut entendre diverses chansons rap des années 1990 : C.R.E.A.M. du Wu-Tang Clan, Check The Rhime de A Tribe Called Quest, Anything (Old Skool Radio Version) de SWV, Represent de Nas, Rebirth of Slick (Cool Like Dat) de Digable Planets, Mama Said Knock You Out (Sam Wilkes Remix) de LL Cool J, Hypnotize de The Notorious B.I.G..
En mai 2023, le titre inédit On My Soul est dévoilé comme single. Il est interprété pour le film par Tobe Nwigwe, Nas et Jacob Banks. Pour la version française, un titre inédit est enregistré par MC Solaar. Il s'intitule Tout se transforme.

### Scène coupée
À la suite du screen-test du film, beaucoup de scènes ont été changées voire retirées du film final. L'une d'entre elles devait introduire un Décepticon du nom de Transit, pouvant se changer en bus.
Dans la scène en question, il était traqué par Optimus Prime qui le trouve dans un dépôt d'autobus (le même qu'on voit lors de sa première scène dans le film). Un combat s'ensuivait entre les deux, où Optimus tente de faire parler le Decepticon sur la localisation de son vaisseau. Vaincu, Transit répond qu'il l'a détruit à son arrivée et en profite pour le provoquer en lui disant qu'il ne reverra jamais Cybertron. En colère, Optimus tue Transit avant de balancer sa carcasse dans un lac, où reposent d'autres dépouilles de Decepticons.
La scène fut retirée, considérée comme trop sombre par les retours du screen-test, et fut à la place changée par la scène d'Unicron attaquant la planète des Maximals. Steven Caple Jr. révèlera néanmoins que cette scène coupée sera présente dans les bonus des supports digitaux et physiques, la scène du lac en moins.

## Accueil

### Dates de sortie
Initialement fixée au 24 juin 2022, la sortie américaine du film prévue le 9 juin 2023.
En France, le film sort en salle le 7 juin 2023.

### Accueil critique
En France, le site cinématographique Allociné donne les notes de 2.8⁄5  pour la presse (après avoir recensé 18 critiques) et 3⁄5  pour les spectateurs (après avoir recensé 247 critiques)

### Box-office
Transformers: L'Ascension des bêtes a rapporté 157,1 millions de dollars aux États-Unis et au Canada, et 284,3 millions de dollars dans d'autres territoires, pour un montant brut mondial de 441,4 millions sous-performé au box-office et est devenu l'épisode le moins rentable de la franchise.
Aux États-Unis et au Canada, Rise of the Beasts devait rapporter entre 50 et 60 millions de dollars sur 3 673 salles lors de son week-end d'ouverture. Le film a rapporté 25,6 millions de dollars le premier jour, dont 8,8 millions de dollars des avant-premières du mercredi et du jeudi soir, en hausse par rapport aux totaux de The Last Knight (5,5 millions de dollars en 2017) et Bumblebee (2,85 millions de dollars en 2018). Il a ensuite fait ses débuts à 60,5 millions de dollars, en tête du box-office. Lors de son deuxième week-end, le film a chuté de 67% à 20 millions de dollars, terminant fourth.It puis a gagné 11,6 millions de dollars lors de son troisième week-end.Le film a battu des records au Pérou, gagnant 6 165 943 week au cours de sa semaine d'ouverture,et au 10 août 2023, il est le film le plus rentable de tous les temps au Pérou, dépassant Avengers: Fin de partie, avec des revenus de plus de 52,6 millions de semelles tout en attirant également 3,7 millions de téléspectateurs. Le Pérou était le quatrième territoire le plus rentable pour le film, derrière seulement les États-Unis, la Chine et le Mexique.

## SagaTransformers
- 2007 : [[Transformers (film)|Transformers]]
- 2009 : Transformers 2 : La Revanche
- 2011 : Transformers 3 : La Face cachée de la Lune
- 2014 : Transformers : L'Âge de l'extinction
- 2017 : Transformers: The Last Knight
- 2018 : Bumblebee
- 2023 : Transformers: Rise of the Beasts